# Daniel Rönnberg
Daniel Johan Nikodemus Rönnberg, född 1973, är en svensk fotbollsagent och affärsman. Han har bland annat varit involverad i försäljningen av fotbollsspelare som Oskar Jansson och Noel Milleskog. Utöver arbetet som fotbollsagent är Rönnberg delägare i en rad andra svenska företag.

## Biografi
Rönnberg är född och uppvuxen i Örebro där han även är bosatt tillsammans med sin sambo. Han har två söner.